# Petiveria alliacea
Petiveria
Genre
Espèce
Classification phylogénétique
Synonymes
- Petivera foetida Salisb.
- Petiveria alliacea var. grandifolia Moq.
- Petiveria alliacea var. octandra (L.) Moq.
- Petiveria foetida Salisb.
- Petiveria hexandria Sessé & Moc.
- Petiveria ochroleuca Moq.
- Petiveria octandra L.
- Petiveria paraguayensis D. Parodi[3]

Petiveria est un genre monospécifique de plantes à fleurs de la famille des Petiveriaceae (famille de la "Baie de corail"), et anciennement de la famille des Phytolaccaceae. La seule espèce qu'il contient, Petiveria alliacea, est originaire d'une vaste région allant des États-Unis (de la Floride à la basse vallée du Rio Grande au Texas), à l'Amérique du Sud en passant par l'Amérique centrale (Mexique, Caraïbes...). Cette espèce a été introduite au Bénin et au Nigeria. Cet arbuste vivace herbacé profondément enraciné peut atteindre 1 m de hauteur. Il produit des épis de petites fleurs verdâtres. Les racines et les feuilles dégagent une forte odeur âcre, rappelant l'ail, qui se retrouve dans le lait et la viande des animaux qui les broutent.

## Noms vernaculaires
Petiveria alliacea est connue sous un grand nombre de noms vernaculaires, notamment : petevere à odeur d'ail en français (désuet), douvan-douvan, radié-pian (créole guyanais), mɨku ka'a (Wayãpi), kanayumna (Palikur), ndongu-ndongu (Aluku) en Guyane, danday, douvan nèg en Guadeloupe, arada, douvan nèg, zèb simityè en Martinique, guinea henweed, anamú en Colombie, au Panama, en République dominicaine, et à Porto Rico, mucura-caà, tipi au Brésil, mucura au Pérou et guine dans de nombreuses régions d'Amérique latine, ave, feuilles ave, herbe aux poules en Haïti, mapurite (prononcé Ma-po-reete), ou gully root à Trinité, ou encore guinea hen weed en Jamaïque, koujourouk en Dominique, apacín au Guatemala, ipacina au Honduras.

## Description
Petiveria alliacea est un arbuste herbacé. Les feuilles sont simples, alternes, pennées dans le premier ordre et compensées dans le deuxième ordre. Il produit des inflorescences déterminées. Bien que la plante soit potentiellement fertile tout au long de l'année, la floraison et fructification culmine pendant une partie de l'année qui dépend de la région considérée. Par exemple, cette période s'étend de septembre à octobre au Mexique, tandis qu'elle va de juillet à janvier en Amérique centrale.

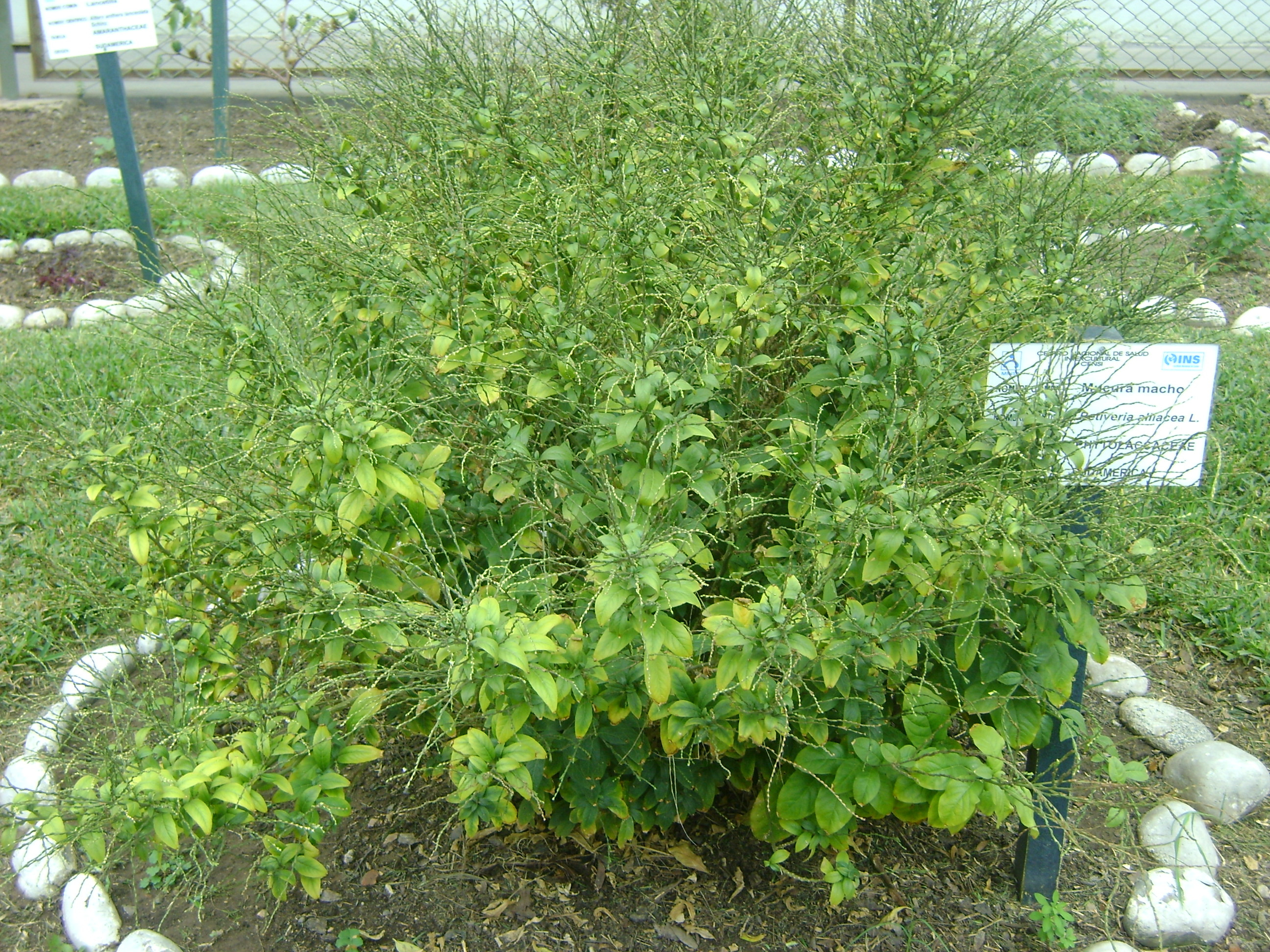
Petiveria alliacea cultivé au Jardin botanique de Lima.
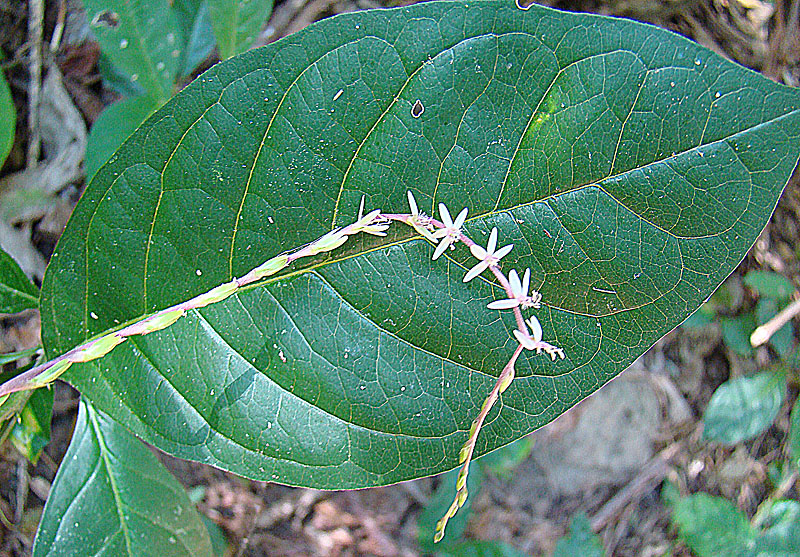
Inflorescence et feuille de Petiveria alliacea au Nicaragua.
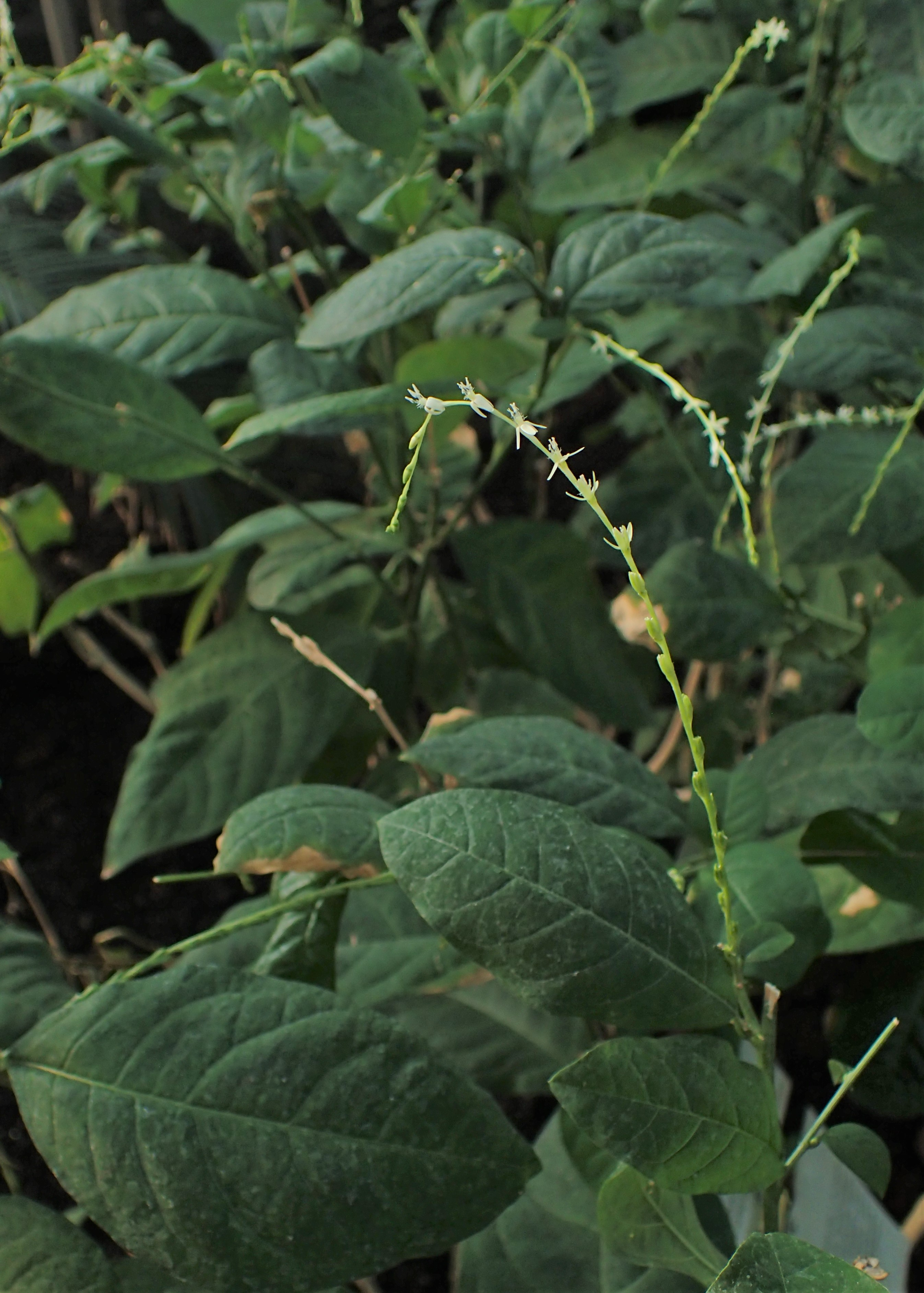
Petiveria alliacea au Jardin botanique de Berlin-Dahlem.
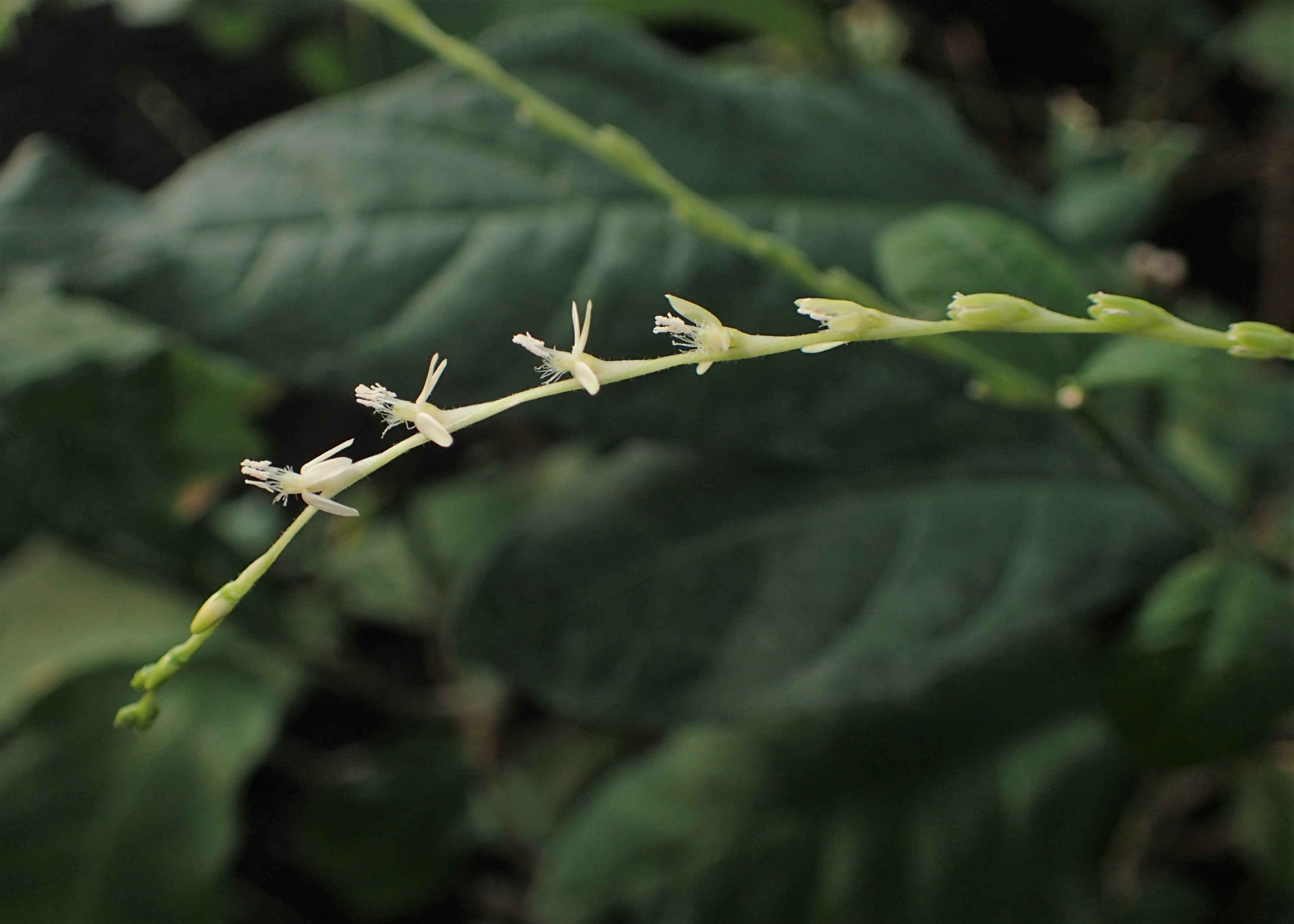
Inflorescence de Petiveria alliacea.
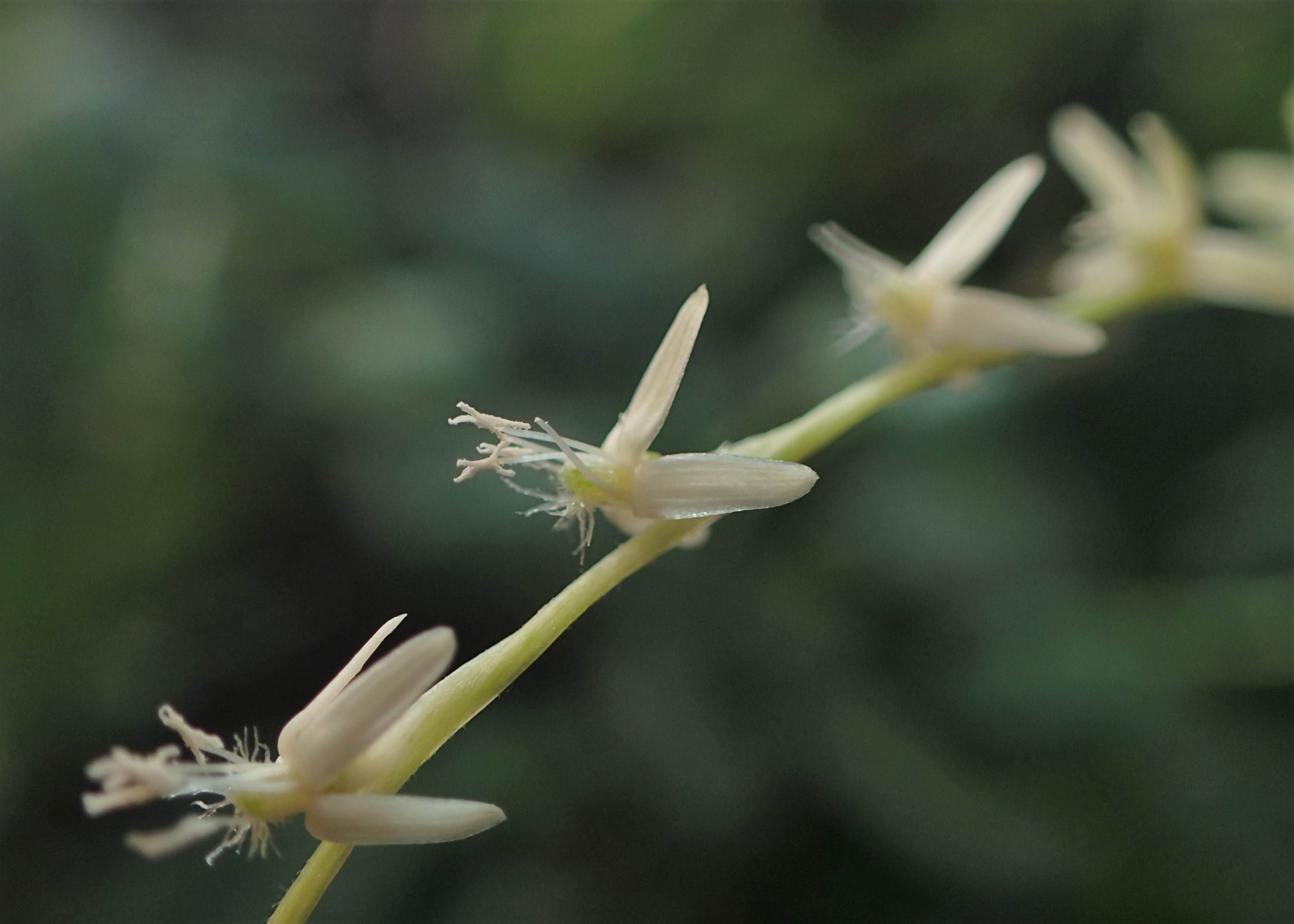
Détail des fleurs de Petiveria alliacea.
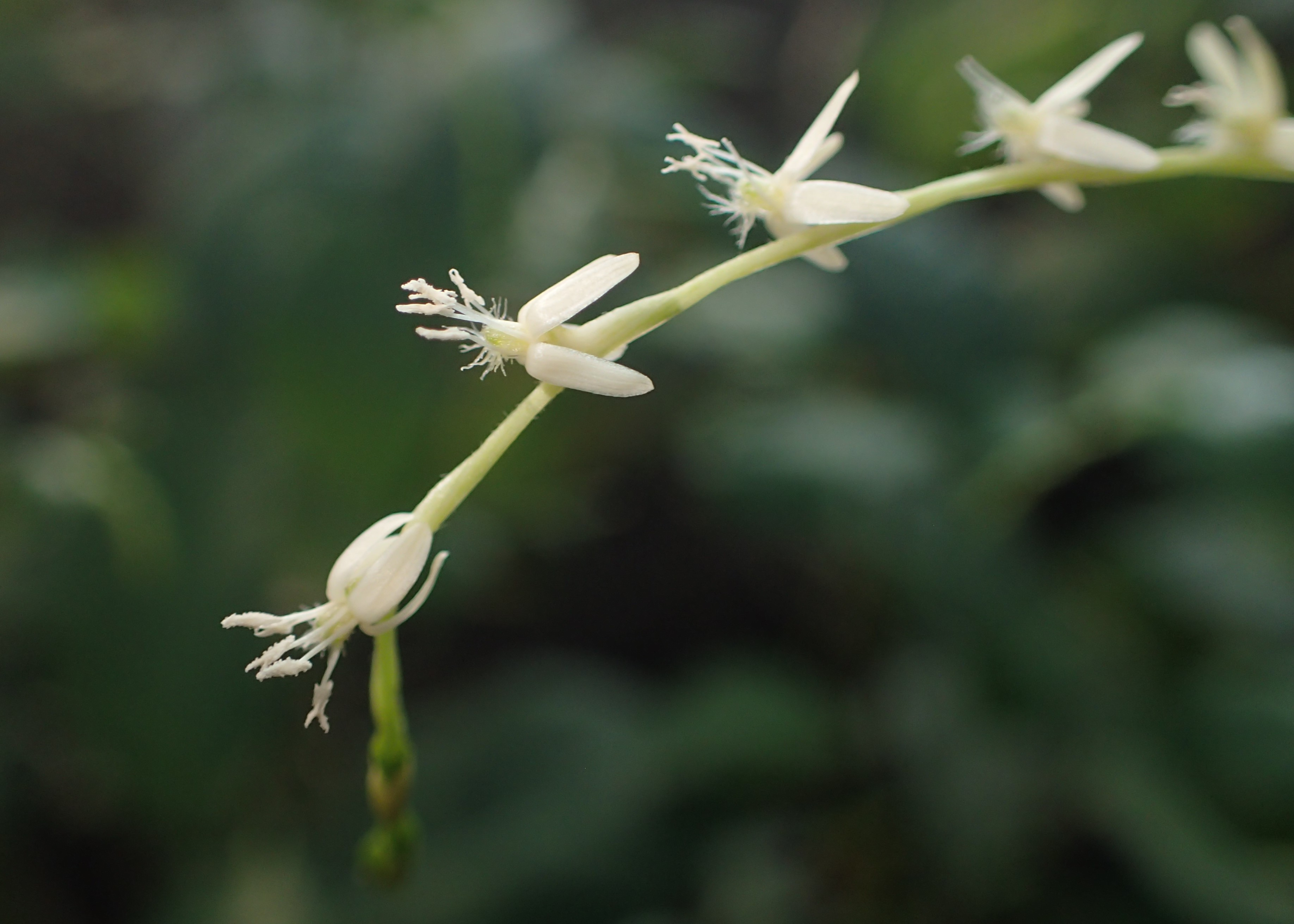
Détail des fleurs de Petiveria alliacea.
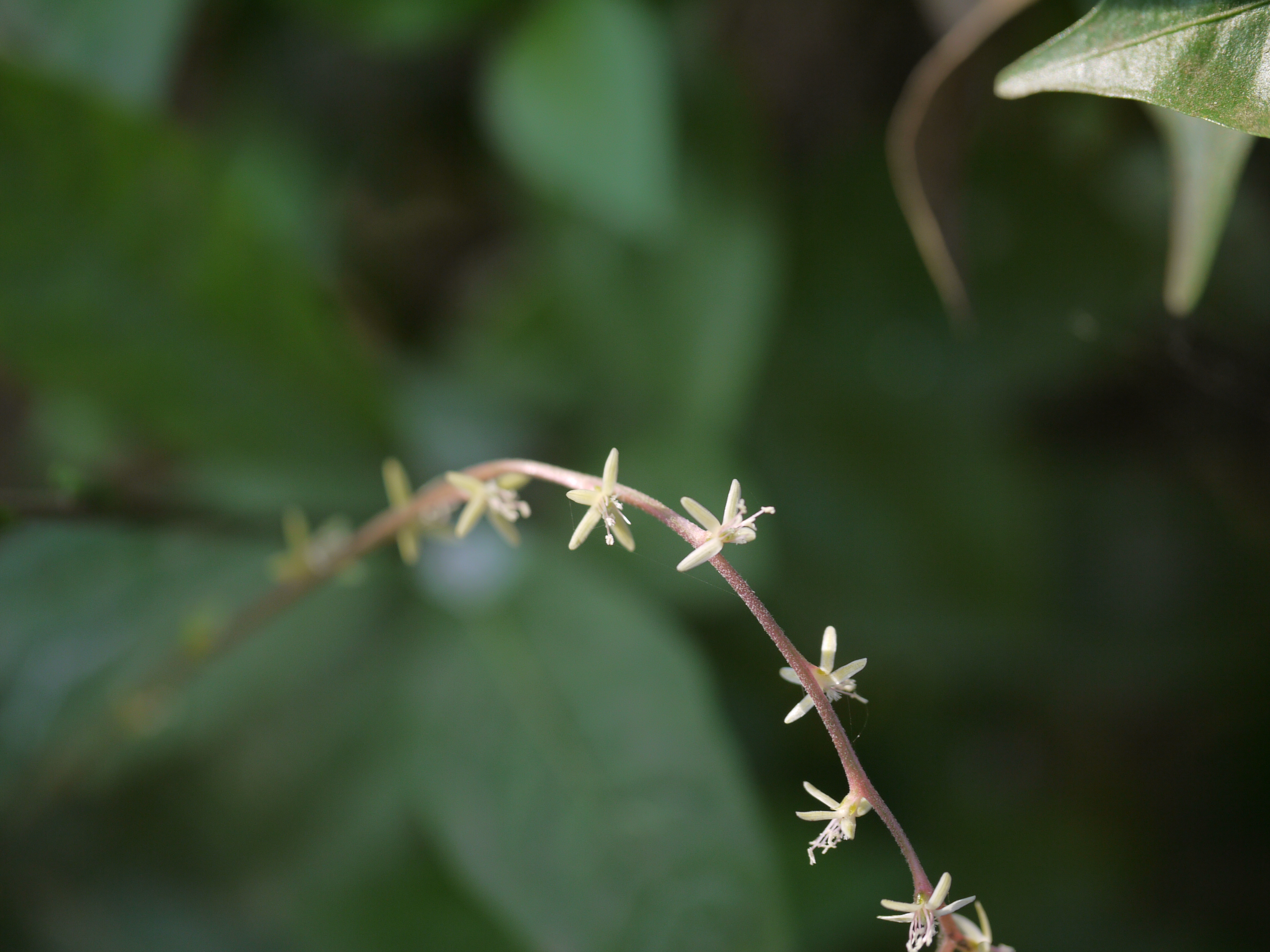
Détail des fleurs de Petiveria alliacea à Thane (Inde).
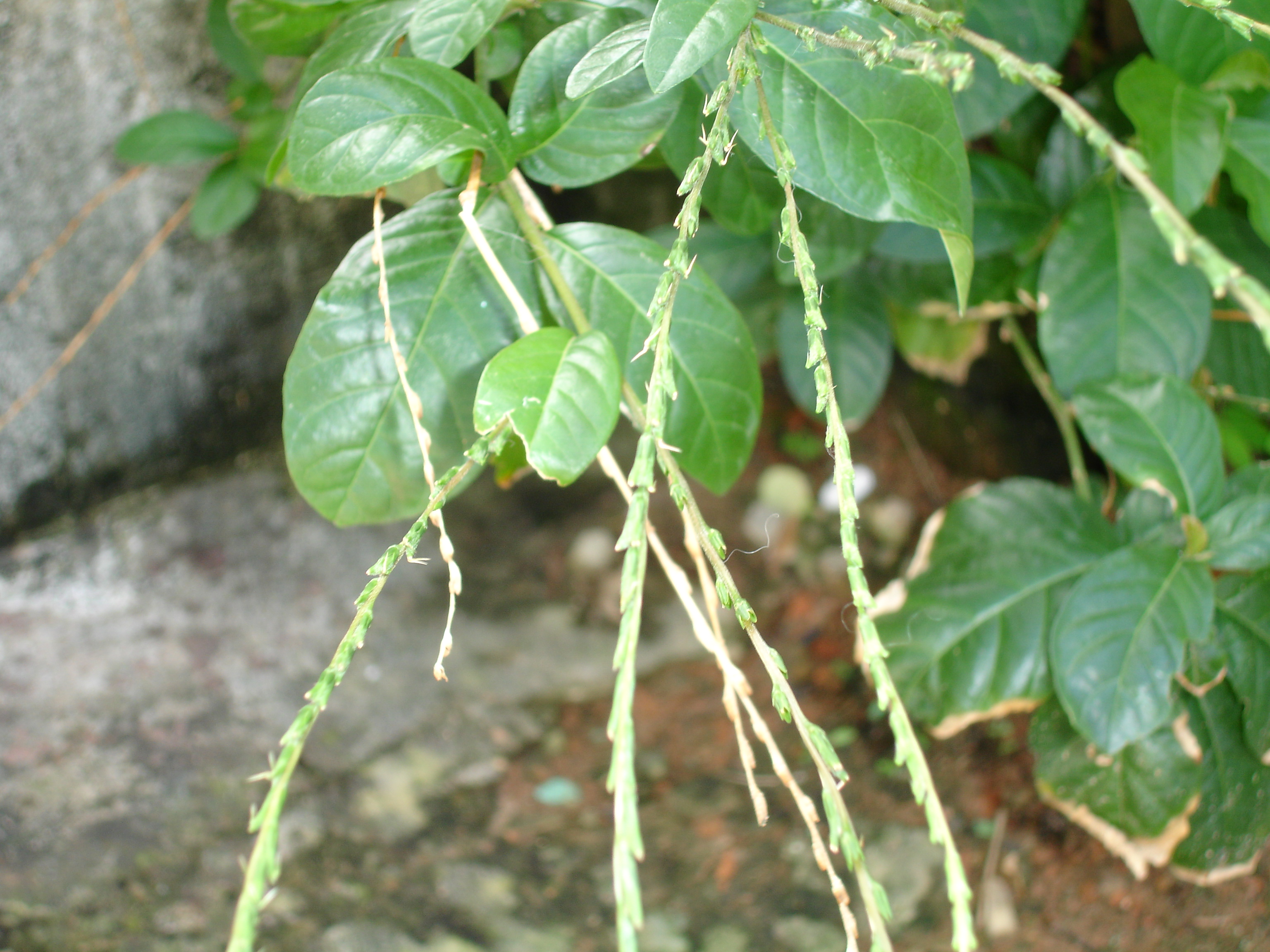
Infrutescences de Petiveria alliacea.

## Répartition et habitat
Cette plante est originaire des États-Unis (du Sud de la Floride au Texas), des Antilles, du Mexique, d'Amérique centrale et d'Amérique du Sud. Dans le Sud de la Floride, il a été signalé dans des zones perturbées, littorales, mésiques, de prairie, des forêts tropicales à canopée fermée, ou sur des amas coquillers. Au Mexique, Petiveria alliacea est très présent dans les plantations de maïs, de café et de pomme.

## Usages
Petiveria alliacea est utilisé comme répulsif contre les chauves-souris et les insectes.
Cette plante est utilisée sous forme de thés, d'extraits, de gélules. Feuilles et racines sont utilisées à des fins médicinales. Cette plante a été utilisée pour réduire les inflammations et la douleur. Il a été rapporté qu'il était utilisé pour éliminer les bactéries, les champignons, les Candida et les virus. Il est également utilisé pour stimuler le système immunitaire et la miction. Des études récentes rapportent des résultats bénéfiques dans l'utilisation de cette plante pour abaisser la glycémie et dans l'élimination des cellules cancéreuses,. La plante est également utilisée pour traiter l'arthrite, les allergies, la fièvre et le paludisme. De plus, la plante serait abortive.
Dans la pharmacopée traditionnelle guyanaise, il est employé chez les créoles pour chasser les mauvais esprits et les chauves-souris, pour faire une décoction contre les douleurs musculaires et les rhumatismes. Les feuilles froissées sont inhalées contre les céphalées. La tisane de racine est réputée fébrifuge et antispasmodique, la décoction des feuilles contre la toux sèche et comme sudorifique. Sur les bords du Maroni, on l'utilise pour soigner les plaies ulcéreuses, comme insecticide et anti-gale. Les Palikur en font des talismans porte-bonheur et l'utilisent pour soigner la coqueluche et la fièvre paludique.
Dans les pharmacopées traditionnelles des Antilles françaises, Petiveria alliacea est recommandée pour traiter la sinusite (rhume), la grippe, les céphalées, les maladies de la peau, les maux de dents, douleurs musculaires, les rhumatismes.
Petiveria alliacea est inscrite à la liste A de la pharmacopée française pour ses racines et feuilles fraîches, en raison de l'usage en médecine traditionnelle européenne et d’outre-mer.

## Phytochimie
Petiveria alliacea contient de nombreuses molécules et principes actifs. Citons entre autres : le benzaldéhyde, de l'acide benzoïque, du 2-hydroxyéthyltrisulfure de benzyle, de la coumarine, de l'isoarborinol, de l'acétate d'isoarborinol, du cinnamate d'isoarborinol, des isothiocyanates, des polyphénols, du senfol, des tanins et du trithiolaniacine.
Il a aussi été démontré que les racines de la plante contiennent des dérivés de sulfoxyde de cystéine qui sont analogues mais différents de ceux trouvés dans des plantes telles que l'ail et l'oignon. Par exemple, Petiveria alliacea contient des sulfoxydes de S -phénylméthyl-L-cystéine (pétiveriines A et B)  et S - (2-hydroxyéthyl) -L-cystéines (6-hydroxyéthiines A et B). Ces composés servent de précurseurs à plusieurs thiosulfinates tels que le S - (2-hydroxyéthyl) 2-hydroxyéthane) thiosulfinate, le S - (2-hydroxyléthyl) phénylméthanéthiosulfinate, le S- benzyl 2-hydroxyéthane) thiosulfinate et le S- benzyl phénylméthanethiosulfinate (pétivericine). Ces quatre thiosulfinates se sont révélés présenter une activité antimicrobienne. La pétiveriine sert également de précurseur au phénylméthanéthial S- oxyde, un agent lacrymogène structurellement similaire au syn-propanéthial-S-oxyde de l'oignon,, mais dont la formation nécessite des enzymes, telles que la novel cysteine sulfoxide lyase et la lachrymatory factor synthase, différentes de celles de l'oignon,,.
Les animaux domestiques qui consomment Petiveria alliacea peuvent transmettre l'odeur d'ail caractéristique de la plante, dans leur viande, leurs œufs et leur lait. De plus, les nitrates de la plante peuvent intoxiquer les bovins.